# Gabriel Sèna Ganhoutodé
Pour les articles homonymes, voir Gabriel.
Gabriel Sèna Ganhoutodé est un homme politique et syndicaliste béninois. Il est le maire de la commune d'Avrankou situé dans le département de l'Ouémé au Bénin.

## Biographie

### Enfance, éducation et débuts
Gabriel Sèna Ganhoudé est titulaire d'un master en entomologie médicale spécialité paludométrie. En 1993, il devient professeur certifié en sciences de la vie et de la terre puis directeur.

### Carrière
Il est élu maire de la commune d'Avrankou en juin 2020 pour la quatrième mandature de la décentralisation au Bénin. Sous la mandature précédente, Il a été premier adjoint au maire puis élu conseiller communal à la suite des élections de mai 2020 et conformément au code électoral datant du 15 novembre 2019 adopté par la huitième législature de l'Assemblée nationale. Le 28 mai, sous la bannière du parti politique de l'Union progressiste, il est désigné comme président du conseil communal. Avant ce poste, Gabiel Sèna Ganhoutodé a été pendant 10 ans directeur du complexe scolaire Gbeto de Cotonou,,,. 